# Prosoplus bakewellii
Prosoplus bakewellii là một loài bọ cánh cứng trong họ Cerambycidae.